# Teocracia
Teocracia (do grego Teo: Deus + cracia: poder) é o sistema de governo em que as ações políticas, jurídicas e policiais são submetidas às normas de algumas religiões. O poder teocrático pode ser exercido direta ou indiretamente pelos clérigos de uma religião: a sub-divisão de cargos políticos pode ser designada pelos próprios líderes religiosos (tal como foi Justiniano I) ou podem ser cidadãos laicos submetidos ao controle dos clérigos (como ocorre atualmente no Irã, onde os chefes de governo, estado e poder judiciário estão submetidos ao aiatolá e ao conselho dos clérigos). Sua forma corrupta é também denominada clerocracia.
Exemplos atuais de regimes desse tipo são o Vaticano, regido pela Igreja Católica e tendo como chefe de Estado um sacerdote (o Papa), e o Irã, que é controlado pelos aiatolás, líderes religiosos islâmicos, desde a Revolução Islâmica, em 1979.

## Conceito
A forma de Estado teocrático contém princípios bastante diversos dos que norteiam os estados laicos. Na geopolítica contemporânea, a democracia é peculiar ao Ocidente, as teocracias são atualmente típicas do mundo islâmico - ou muçulmano. Como o próprio nome indica, teo refere-se ao que provém ou está relacionado a Deus - aqui é preciso cuidado para que não se confunda a teocracia com a variante absolutista do Estado monárquico. Nas monarquias ocidentais, o poder real continha uma natureza divina. No entanto, por mais próximos que estivessem o Estado e a Igreja, ambos constituíam esferas separadas: a monarquia detinha o poder político, enquanto a Igreja, os poderes espiritual e moral.
Já nas teocracias tal distinção está ausente. Os poderes político e religioso andam lado a lado. Portanto, quem detêm o controle do Estado regula também os preceitos morais, espirituais, educacionais e culturais. Nada é feito de forma autônoma. Toda e qualquer atitude tomada pelo Estado ou pela sociedade está vinculada a uma única lógica religiosa, que serve como fundamento universal.

## Atuais países com aspectos teocráticos

### Islã
Todos os países autodeclarados Estados islâmicos têm como sistema de governo a teocracia, mesmo alguns sendo monárquicos. São eles:
- Afeganistão
- Arábia Saudita
- Irão
- Mauritânia
- Paquistão

### Cristianismo católico
Jurisdições que reconhecem a Igreja Católica como sua religião privilegiada, oficial ou de Estado:
- Vaticano: é o único território restante dos Estados Pontifícios, com uma não-anexação à Itália sustentada pela Santa Sé, sendo desde 1929 um Estado teocrático católico.[3]